# MTV Europe Music Awards 1998
Piąte rozdanie nagród MTV Europe Music Awards odbyło się 12 listopada 1998 roku w Mediolanie. Miejscem ceremonii był Mediolanum Forum. Gospodarzem była amerykańska modelka i aktorka Jenny McCarthy.

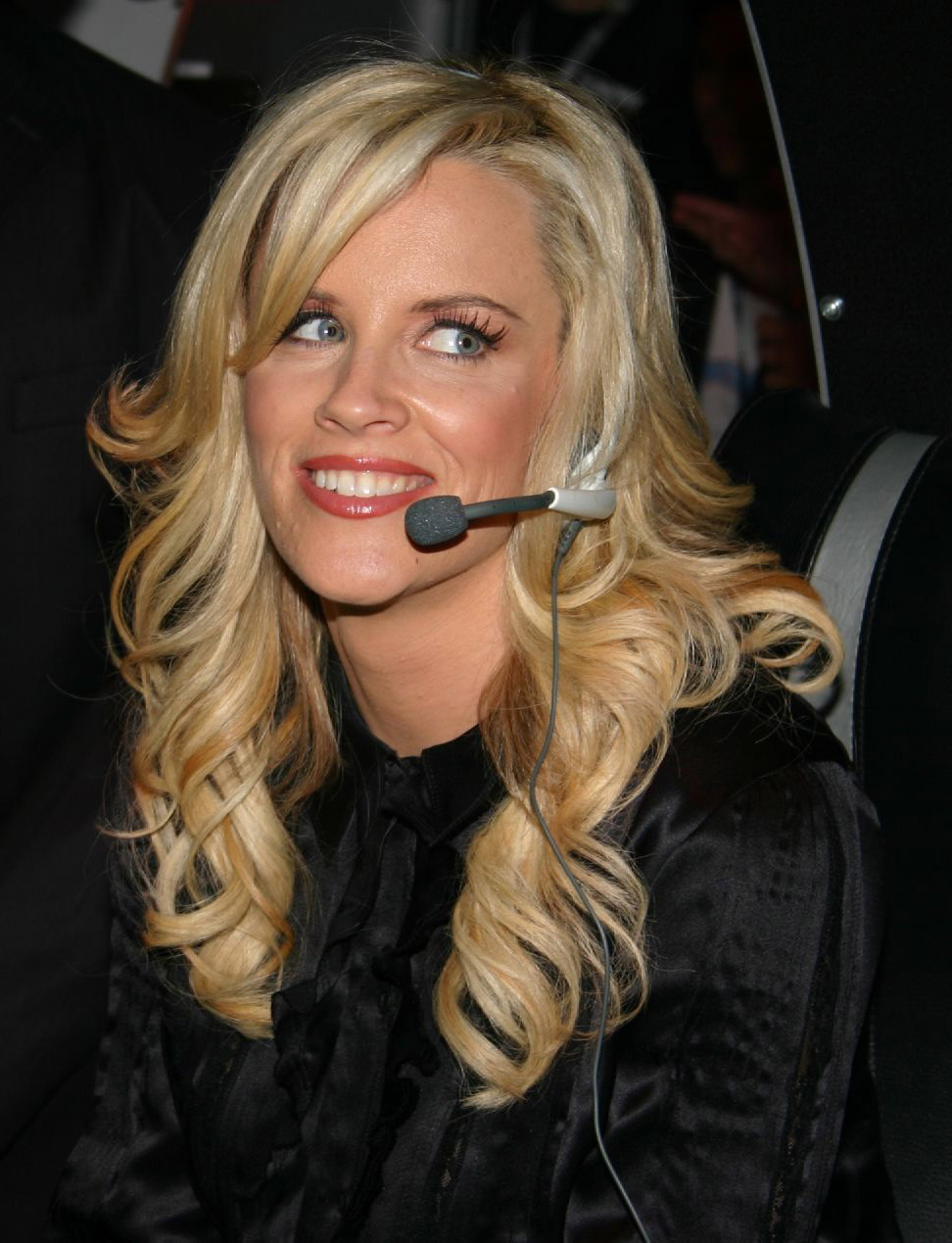
Prowadząca ceremonię w 1998 roku: Jenny McCarthy

## Zwycięzcy
- Najlepszy wokalista: Robbie Williams
- Najlepsza wokalistka: Madonna
- Najlepszy zespół: Spice Girls
- Najlepszy wykonawca pop: Spice Girls
- Najlepszy wykonawca rock: Aerosmith
- Najlepszy wykonawca rap: Beastie Boys
- Najlepszy wykonawca dance: The Prodigy
- Najlepsza piosenka: Natalie Imbruglia, Torn
- Najlepszy teledysk: Massive Attack, Tear Drop
- Najlepszy album: Madonna, Ray of Light
- Przełomowy artysta: All Saints
- Najlepszy wykonawca niemiecki: Thomas D & Franka Potente
- Najlepszy wykonawca nordycki: Eagle-Eye Cherry
- Najlepszy wykonawca południowo europejski: Bluvertigo
- Najlepszy wykonawca brytyjski & irlandzki: 5ive